# Das Westzimmer

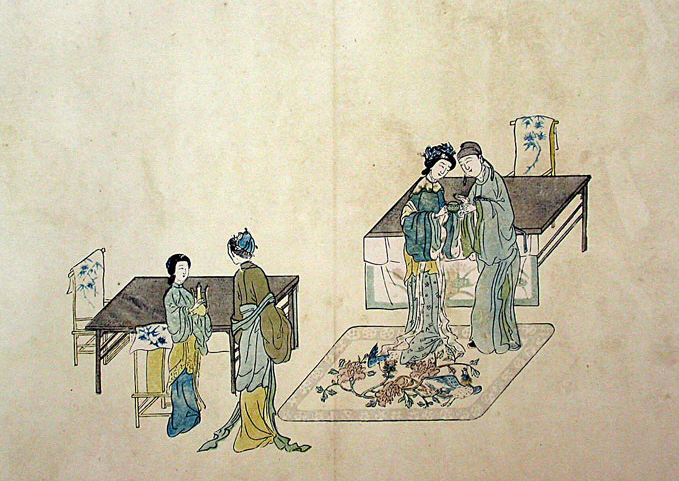
Zhang Junrui besucht Frau Cui und deren Tochter Yingying, Farbholzschnitt von Min Qiji, 1640

Das Westzimmer (Langzeichen: 西廂記; Kurzzeichen: 西厢记; Pinyin: Xīxiāngjì) ist eines der berühmtesten Schauspiele Chinas.
Das Stück wurde während der Yuan-Dynastie vom Schriftsteller Wang Shifu 王實甫 (ca. 1260–1336) geschrieben und spielt während der Tang-Dynastie.

## Inhalt
Thema dieser beliebten chinesischen Liebesgeschichte ist die Liebe des jungen Examenskandidaten Zhang Junrui (張君瑞) und der Tochter eines Staatsministers, Cui Yingying (崔鶯鶯). 
Zhang Junrui und Cui Yingying verlieben sich ineinander, wobei die Zofe Hongniang eine Mittlerrolle spielt. Doch ihre Beziehung scheint zum Scheitern verurteilt zu sein, bis sie dann doch noch heiraten können. 
Das Stück wurde von Vincenz Hundhausen ins Deutsche übertragen: Das Westzimmer: Ein chinesisches Singspiel aus d. 13. Jahrhundert. In dt. Nachdichtung nach d. chines. Urtexten d. Wang Sche-Fu u.d. Guan Han-Tsching.